# Myra fugax
Myra fugax är en kräftdjursart som först beskrevs av Fabricius 1798.  Myra fugax ingår som enda art i släktet Myra och familjen Leucosiidae. Inga underarter finns listade i Catalogue of Life.